# Strigiphilus barbatus
Strigiphilus barbatus är en insektsart som först beskrevs av Henry Fairfield Osborn 1902.  Strigiphilus barbatus ingår i släktet ugglelöss, och familjen fjäderlöss. Arten är reproducerande i Sverige.